# Bucculatrix chrysothamni
Bucculatrix chrysothamni är en fjärilsart som beskrevs av Braun 1925. Bucculatrix chrysothamni ingår i släktet Bucculatrix och familjen kronmalar. Inga underarter finns listade i Catalogue of Life.